# Trachelospermum lucidum
Trachelospermum lucidum là một loài thực vật có hoa trong họ La bố ma. Loài này được (D.Don) K.Schum. miêu tả khoa học đầu tiên năm 1895.